# Assignat

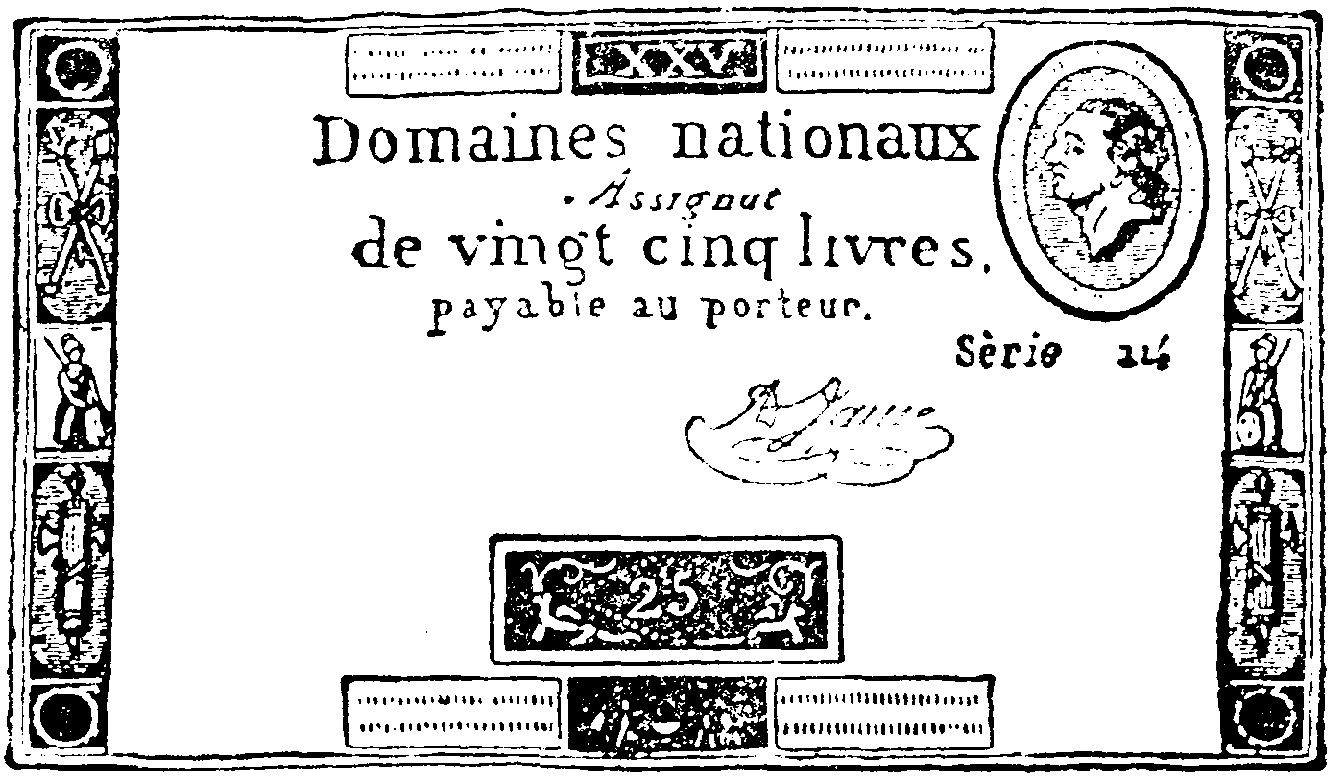
Assignat på 25 livres

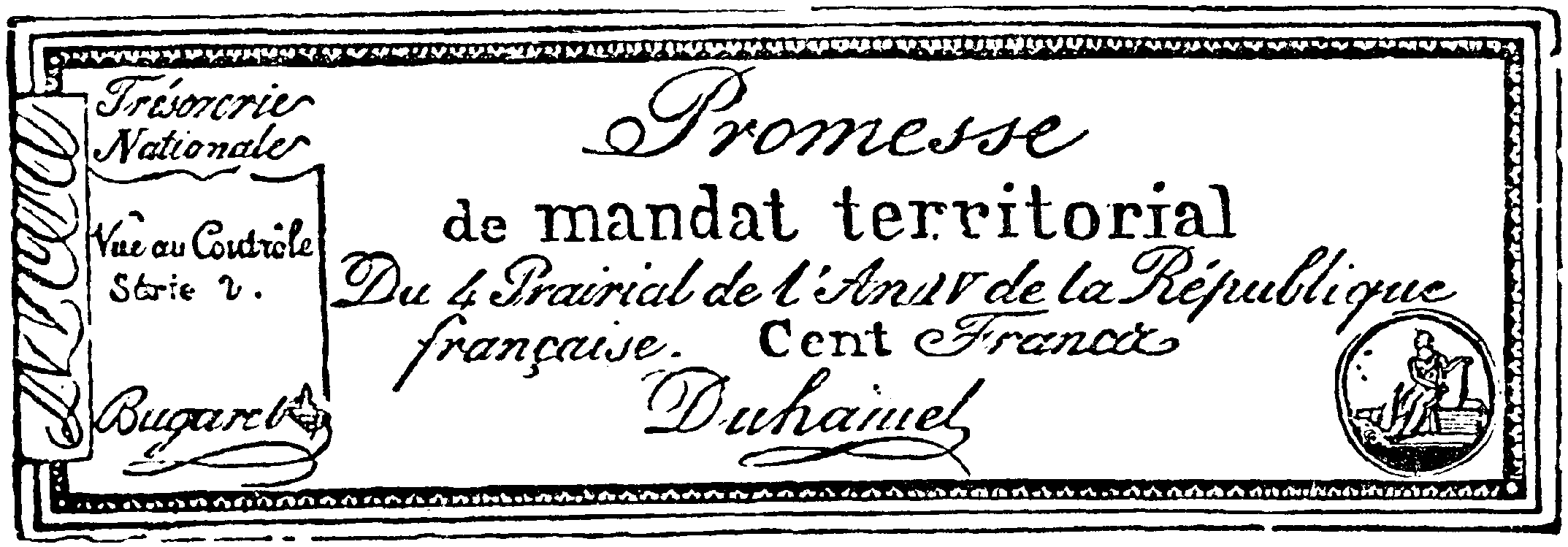
Mandat på 100 francs

Assignat, anvisning på fast egendom, var ett slags sedel som under franska revolutionen utgavs mot säkerhet i det beräknade försäljningsvärdet av de indragna kyrkogodsen, sedermera även i emigranternas konfiskerade gods och annan statsegendom. Assignaterna blev snart den enda utvägen i de ständigt växande finansiella svårigheterna, men ett bisyfte med deras utsläppande, vilket särskilt revolutionspolitikern Honoré Gabriel Riqueti de Mirabeau framhöll, var till en början att intressera alla sedelinnehavare, det vill säga alla samhällsklasser, i egendomarnas försäljning och därmed i sakernas nya ordning. 
Den första emissionen beslöts i december 1789 och var på stora sedelbelopp, men allteftersom metallmynten försvann ur rörelsen gjordes sedelvalörerna mindre (slutligen på 10 sous, det vill säga 36 öre). Massan av utgivna assignater ökades ständigt, och år 1796 var betydligt mer än 40 miljarder francs i omlopp. Samtidigt sjönk deras verkliga värde oavbrutet, tills de slutligen blev alldeles värdelösa (1796 var de värda 1/3% av det nominella värdet.
Förgäves sökte man, i synnerhet under nationalkonventet, att råda bot på detta, dels genom de strängaste straff för dem, som nekade att ta emot dem eller använde metallmynt, dels genom maximipriser på varorna. Assignaterna blev en fullkomlig landsplåga, som tillintetgjorde allt näringsliv. I maj 1797 avskaffades de. Till deras inlösning utställdes de s.k. mandaten, men även dessa blev inom kort värdelösa.